# Shimura Shunta
Shimura Shunta (志村 駿太 Shimura Shunta, sinh ngày 26 tháng 4 năm 1997) là một cầu thủ bóng đá người Nhật Bản. Anh thi đấu cho Thespakusatsu Gunma.

## Sự nghiệp
Shimura Shunta gia nhập câu lạc bộ tại J2 League Thespakusatsu Gunma năm 2016.